# Vlagyimir Szalmanovics Makszimov
Vlagyimir Szalmanovics Makszimov (oroszul: Владимир Салманович Максимов; Kant, 1945. október 14. –) szovjet színekben olimpiai bajnok kirgiz-orosz kézilabdázó, edző, sportvezető.

## Pályafutása

### Játékosként
Játékosként pályafutását a SZKIF Krasznodárban és a MAI Moszkvában, a Moszkvai Repülési Intézet csapatában töltötte. Utóbbi csapattal 1973-ban Bajnokcsapatok Európa-kupáját, 1977-ben pedig Kupagyőztesek Európa-kupáját nyert.
A szovjet válogatottban 172 mérkőzésen lépett pályára és 690 gólt szerzett. A nemzeti együttesben töltött ideje nagy részében a csapat kapitánya is volt. 31 góljával az 1970-es világbajnokságon gólkirálya volt. 1976-ban olimpiai bajnok volt és döntőt játszott az 1978-as dániai világbajnokságon, ott azonban a szovjetek 20–19 arányban kikaptak az NSZK-tól.

### Edzőként
1992-ig a szovjet-orosz válogatott másodedzője volt, majd ezt követően átvette a nemzeti csapat irányítását, amelyet kisebb megszakításokkal egészen 2012 januárjáig irányított. A francia Claude Onestán kívül az egyetlen a sportág történetében, aki olimpiát, világ- és Európa-bajnokságot is nyert. 2001-től a Csehovszkije Medvegyi vezetőedzője, majd ezzel egy időben az Orosz Kézilabda-szövetség elnöke is volt. A Csehovszkijével tizennyolc alkalommal nyert orosz bajnoki címet, egy alkalommal bejutott a bajnokok Ligája elődöntőjébe, 2006-ban pedig Kupagyőztesek Európa-kupáját nyert. 2014-től a klub elnöke.

## A személyét ért kritikák
Számos szakértő és a sajtó több képviselője is vádolta azzal Makszimovot, hogy mint a Csehovszkije és a válogatott edzője, valamint a kézilabda-szövetség elnöke, szándékosan gyengíti az orosz bajnokságot. Regnálása alatt az 1990-es években aratott győzelmeket követően az orosz válogatott eredményei a 2000-es évek végére jelentősen romlottak, a 2012-es Európa-bajnokságon csoportjában utolsó helyen végzett az együttes és története során először nem tudta magát kvalifikálni az olimpiára.
A Csehovszkije 2006-os KEK-győzelmének döntős párharcának hazai visszavágója után csapatával együtt vesztegetési botrányba keveredett, majd később a klubot kétéves eltiltással és pénzbírsággal sújtották.

## Sikerei, díjai
Játékosként
- Szovjet bajnok: 1972, 1974, 1975
- Bajnokcsapatok Európa-kupája-győztes: 1973
- Kupagyőztesek Európa-kupája-győztes: 1977
- Főiskolai világbajnok: 1968, 1971
- Az 1970-es világbajnokság gólkirálya (31 gól)

Edzőként
- Európa-bajnok: 1996
- Világbajnok 1993, 1997
- Világbajnoki ezüstérmes: 1999
- Olimpiai bajnok: 1992, 2000
- Olimpiai bronzérmes: 2004
- Kupagyőztesek Európa-kupája-győztes: 2006
- Junior világbajnok: 1985, 1989[10]